# Emoia rennellensis
Emoia rennellensis är en ödleart som beskrevs av Brown 1991. Emoia rennellensis ingår i släktet Emoia och familjen skinkar. Inga underarter finns listade i Catalogue of Life.